# 1991 في رومانيا
فيما يلي قوائم الأحداث التي وقعت خلال عام 1991 في رومانيا.

## سياسة

### تعيين في المنصب
- 30 أبريل – ترايان باسيسكو وزير النقل والبنية التحتية.
- 16 أكتوبر – ثيودور ستولوجان قائمة رؤساء وزراء رومانيا.

## مواليد

### يناير
- 5 يناير – دينيس أليبيك لاعب كرة قدم روماني.

### فبراير
- 8 فبراير – يونوت رامبا لاعب كرة يد روماني.
- 11 فبراير – أدريان ستويان لاعب كرة قدم روماني.
- 27 فبراير – تشبريان شاندرو لاعب كرة يد روماني.

### مارس
- 13 مارس – سابين كليمك لاعبة كرة يد رومانية.
- 22 مارس – جبريل إبراهام لاعب كرة قدم روماني.
- 22 مارس – روبرت موريسان متسابق دراجات نارية روماني.
- 24 مارس – سيبريان براتا لاعب كرة قدم روماني.
- 28 مارس – فلورين بيجان لاعب كرة قدم روماني.

### مايو
- 10 مايو – باول انطون لاعب كرة قدم روماني.

### يوليو
- 4 يوليو – ألين بوكورويو لاعب كرة قدم روماني.

### أغسطس
- 8 أغسطس – ديفيد لازار لاعب كرة قدم روماني.
- 24 أغسطس – ديانا بايو لاعبة كرة يد رومانية.

### سبتمبر
- 17 سبتمبر – فالنتين أليكساندرو لاعب كرة قدم روماني.
- 22 سبتمبر – أندريا ميتو لاعبة كرة مضرب رومانية.
- 27 سبتمبر – سيمونا هاليب لاعبة كرة مضرب رومانية.
- 30 سبتمبر – كوسمين معطي لاعب كرة قدم روماني.

### ديسمبر
- 11 ديسمبر – سيباستيان ملادن لاعب كرة قدم روماني.

## وفيات

### أبريل
- 30 أبريل – سيمون أشيكجيوزان (مواليد 1939) جندي أرمني.